# 대한민국 제22대 국회의원 선거 충청북도
이 문서는 대한민국 제22대 국회의원 선거의 충청북도 지역 개표 결과이다.

## 선거구
| 선거구                      | 선거구역                                        |
| --------------------------- | ----------------------------------------------- |
| 청주시 상당구               | 청주시 상당구 일원                              |
| 청주시 서원구               | 청주시 서원구 일원                              |
| 청주시 흥덕구               | 청주시 흥덕구 일원                              |
| 청주시 청원구               | 청주시 청원구 일원                              |
| 충주시                      | 충주시 일원                                     |
| 제천시·단양군               | 제천시 일원 단양군 일원                         |
| 보은군·옥천군·영동군·괴산군 | 보은군 일원 옥천군 일원 영동군 일원 괴산군 일원 |
| 증평군·진천군·음성군        | 증평군 일원 진천군 일원 음성군 일원             |

## 개표 결과

### 청주시 상당구
|  | 51.45% |

|  | 46.18% |

|  | 1.62% |

|  | 0.73% |

### 청주시 서원구
|  | 52.46% |

|  | 47.53% |

### 청주시 흥덕구
|  | 51.76% |

|  | 44.58% |

|  | 3.64% |

### 청원시 청원구
|  | 53.28% |

|  | 46.71% |

### 충주시
|  | 51.11% |

|  | 48.88% |

### 제천시·단양군
|  | 49.43% |

|  | 41.44% |

|  | 4.88% |

|  | 4.24% |

### 보은군·옥천군·영동군·괴산군
|  | 52.93% |

|  | 47.06% |

### 증평군·진천군·음성군
|  | 53.95% |

|  | 46.04% |

## 당선자
|  | 51.45% |

|  | 52.46% |

|  | 51.76% |

|  | 53.28% |

|  | 51.11% |

|  | 49.43% |

|  | 52.93% |

|  | 53.95% |

## 같이 보기
- 대한민국 제22대 국회
- 대한민국 제22대 국회의원 선거
- 대한민국 제22대 국회의원 목록